# Edward Hugh
Edward Hugh Bengree-Jones, más conocido como Edward Hugh, (Liverpool, 29 de diciembre de 1948 - Gerona, 29 de diciembre de 2015) fue un economista británico, mundialmente reconocido y cualificado por el New York Times como «el blog profeta de la perdición de la zona euro», el bloguero que condenó la eurozona, porque predijo la crisis de la eurozona. Estudió en la London School of Economics y a principios de la década de los 90 se instaló en España, donde residió hasta su muerte en la pequeña localidad gerundense de Les Escaules. 
En 2014 publicó en la editorial Deusto el libro ¿Adiós a la crisis?, donde analizaba la economía española en el presente y el futuro. Aparte de su participación en A Fistful of Euros en su propio blog personal, Hugh escribió regularmente pera el blog Demography Matters. También colaboró para el diario Ara y Business Insider.